# 谷本喜久男
谷本 喜久男（たにもと きくお、1922年 - 2001年）は、日本の陸軍軍人。鳥取県出身。階級は陸軍少尉で諜報担当将校。陸軍中野学校二俣分校卒。クァンガイ陸軍中学教官。小学校校長。ベトナム名はドン・フン。剣道の名人でもあった。

## 人物
1944年、福岡から台湾を経てベトナムへ派遣される。日本の敗戦の直後、陸軍中野学校出身者たちが組織した「安部隊」に加わり、残置諜者としてのインドシナ残留を計画するなどいったん離隊を企たが断念して帰国するつもりで第34旅団渉外部の任に就いていた。しかし、中部高原の保養地ダラットの日本軍警備隊員数人がベトミン軍の攻撃を受けて捕虜になったという事件を処理するための交渉で知り合ったベトミン幹部のレ・ズンに敬愛の念を抱き、ベトナム独立戦争参加を決意した。1946年4月、グエン・ソンによって設立予定のクァンガイ陸軍中学（士官学校）教官に任命された。クァンガイ陸軍中学では第1大隊の教官を務めた。
1954年に帰国して郷里で小学校長を務めた。1996年、ハノイの陸軍ホテルで開かれた勲章再授与祝賀会にはクァンガイ陸軍中学で谷本の同僚教官であった加茂徳治と中原光信ともに出席している。クァンガイ陸軍中学の卒業生ホー・デー中将、ファン・タイン少将ら陸軍上級幹部多数も列席している。6月1日にはクァンガイ陸軍中学卒業者百数十名はクァンガイ市に谷本、中原、加茂の3名やグエン・ソン将軍の遺児を招いて記念式典を挙行して、クァンガイ陸軍中学跡に記念碑を建立した。ハノイ東方のハイズォン省ビザン県ビードー村にある青山幸治の墓を、谷本、中原、加茂の3名と、クァンガイ陸軍中学で中原の生徒であったファン・タインと発見している。
東京財団研究報告書では1990年代後半に交通事故死したとされているが、立川京一による研究においては2000年に聞き取り調査に応じている。
2001年5月19日死去。鳥取県気高郡青谷町の国道9号線にて運転中に対向車線のトラックと正面衝突して死去。本人は熱心な日蓮宗の檀家であったが、娘夫婦が創価学会員であったため、葬儀は学会葬。